# 2040-2049
De jaren 2040-2049 (van de christelijke of gangbare jaartelling) zijn een decennium in de 21e eeuw.

## Gebeurtenissen en ontwikkelingen
- In 2040 bestaat de stad Groningen 1000 jaar. De stad werd in het jaar 1040 voor het eerst genoemd, als zijnde Villa Cruoninga dat door de Duitse keizer Hendrik III aan het bisdom Utrecht geschonken werd.
- 11 mei 2040: zonsverduistering over Australië, Nieuw-Zeeland en Antarctica.
- 4 november 2040: zonsverduistering over Noord- en Midden-Amerika.
- 10 maart 2041 - Passage van de komeet 14P/Volfa bij Jupiter. De diameter van deze komeet bedraagt ongeveer 4 kilometer.
- Op 17 september 2042 zullen een aantal IBM Mainframes last krijgen van een probleem dat vergelijkbaar is met de Millenniumbug.
- Op 6 juni 2044 is het de bedoeling dat de tijdcapsule van het Normandy American Cemetery and Memorial geopend zal worden.
- Op 23 augustus 2044 zal een zonsverduistering plaatsvinden in een deel van de Verenigde Staten.
- Op 1 oktober 2044 zal er een occultatie plaatsvinden van Regulus, de helderste ster aan de hemel, door de planeet Venus.
- In 2045 kan het reactorgebouw van de Kernenergiecentrale Dodewaard worden afgebroken.
- Op 3 mei 2045 mogen de archiefstukken rondom de bombardementen van Britse vliegtuigen op de Duitse schepen Thielbek, Cap Arcona en Athen in 1945 worden geopend.
- Op 12 augustus 2045 vindt in de Verenigde Staten een zonsverduistering plaats, van Noord-Californië tot Florida.
- Op 1 juli 2047 verloopt het verdrag dat Hongkong vijftig jaar zelfbestuur heeft gegeven binnen de Volksrepubliek China.
- Op 24 juli 2047 viert de Amerikaanse stad Salt Lake City haar 200ste verjaardag. De stad werd destijds door de Mormonen gesticht.
- Op 17 augustus 2047 zal het auteursrecht over al het werk van Elvis Presley vervallen en zal al zijn werk in het publiek domein terechtkomen.
- Het besturingsprogramma MS-DOS zal vanaf 2048 geen huidige datum meer aangeven.
- Op 14 januari 2048 verloopt het Antarctisch Milieuprotocol. Als dit niet verlengd wordt en er ook geen alternatief komt, is het de verdragsstaten weer toegestaan om grondstoffen te winnen op het continent Antarctica.
- Op 3 juni 2048 zal de planetoïde 2007 VK184 rakelings langs de aarde vliegen.
- Op 1 januari 2049 vervallen voor het eerst rechten op popmuziek uit de VS.[1]
- Op 7 mei 2049 vindt een Mercuriusovergang plaats.
- Op 20 december 2049 verloopt het verdrag dat Macau vijftig jaar zelfbestuur heeft gegeven binnen de Volksrepubliek China.

<< · 2040 · 2041 · 2042 · 2043 · 2044 · 2045 · 2046 · 2047 · 2048 · 2049 · >>
<< · 2000-2009 · 2010-2019 · 2020-2029 · 2030-2039 · 2040-2049 · 2050-2059 · 2060-2069 · 2070-2079 · 2080-2089 · 2090-2099 · >>